# National Geographic (France)
National Geographic est une chaîne de télévision distribuée par The Walt Disney Company France et diffuse essentiellement des documentaires portant sur l'histoire, les sciences, la culture et les grandes énigmes du monde. Elle est la version française de la chaîne américaine National Geographic.

## Histoire
Lancée en septembre 1997 au Royaume-Uni, National Geographic Channel fait sa première apparition le 22 septembre 2001 en France sur Canalsatellite. À ses débuts, la chaîne était diffusée depuis Londres et émettait de 9 h à 3 h du matin.
Les programmes étaient composés de 35 % de programmes animaliers, une thématique que la chaîne ne traite plus depuis l'arrivée de Nat Geo Wild.
La chaîne est disponible en haute définition depuis le 1er juin 2006.
En 2014, National Geographic a rejoint les FAI, incluse sans supplément. En 2018, Canal+ a repris l'exclusivité de la chaîne pour faire front à SFR qui a pris celle des chaînes Discovery.
En juin 2015, le service Nat Geo Play a été lancé en France. Disponible sur Free et Bouygues, il s'agissait d'un service de rattrapage multiplateforme (décodeurs TV, navigateur internet et appli Android/iOS) sur les trois chaînes découvertes de Fox,. Il a disparu en 2018 à la suite de la reprise de l'exclusivité sur Canal qui a sa propre plateforme MyCanal.
À la suite du non-renouvellement du contrat entre Disney et Canal+, la chaîne a prévu de cesser sa diffusion sur Canal+ à compter du 31 décembre 2024.
En France, Free et Orange vont reprendre la chaîne gratuitement dans leurs bouquets basiques à partir de janvier 2025, tandis que National Geographic Wild cesse alors sa diffusion,.

### Logos

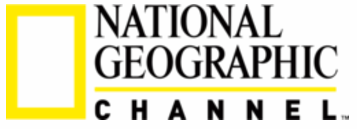
Logo de National Geographic Channel du 22 septembre 2001 à 2002.
Logo de National Geographic Channel de 2002 jusqu'en 2016.
Logo de National Geographic depuis 2016.

## Diffusion
À ses débuts, la chaîne était exclusivement diffusée sur le bouquet Canal Satellite. La chaîne arrivera quelques mois plus tard sur le câble. Elle était aussi diffusée sur Dartybox en HD. Depuis le 16 janvier 2014, la chaîne est diffusée sur Freebox TV, ce qui marqua la fin de l'exclusivité de Canalsat. Elle arrivera quelques mois plus tard sur la TV d'Orange puis sur Bouygues. Elle est disponible sur SFR dans SFR Play depuis le 12 juillet 2016.
En 2018, Canal récupère de nouveau l'exclusivité de la chaîne. Elle quitte donc Freebox TV le 25 janvier 2018, Bouygues Télécom le 31 janvier 2018, et SFR-Numericable le 30 juin 2019 et la TV d'Orange, à la fin de leur contrat de diffusion.
À partir des 1er et 2 janvier 2025, elle est désormais disponible dans les bouquets basique de Free (Freebox TV) et de Orange (TV d'Orange) à la suite du non-renouvellement du contrat de diffusion entre Disney et Canal+, tandis que National Geographic Wild arrête sa diffusion en France.
En Belgique, la chaîne est diffusée sous sa déclinaison française avec des fenêtres publicitaires adaptées au public belge.
Contrairement à Free et Orange, SFR ne comptent pas réintégrer National Geographic ni Disney Channel et Disney Channel +1 dans leurs bouquets basiques, et semblent s'en réjouir en publiant, à destination de leurs abonné(e)s, une fake news concernant la "fermeture définitive" de Disney Channel, Disney Channel +1 et de National Geographic,.

## Émissions
La chaîne National Geographic diffuse de nombreuses émissions dans les thèmes de la science, la culture, l’histoire et les grandes énigmes du monde.
Exemples d'émissions diffusés :

### Séries fictives
- Mars (2016-2018)
- Genius (depuis 2017)
- The Long Road Home (en) (2017)
- The Hot Zone (2019)

### Sciences
- Aux frontières de la Science
- Brain Games
- Cosmos : Une odyssée à travers l'univers, présenté par Neil deGrasse Tyson
- Cosmos : Nouveaux mondes, présenté par Neil deGrasse Tyson
- One Strange Rock (en), présenté par Will Smith
- StarTalk
- Street Genius
- Foule sous contrôle
- Ma vie est une statistique, présenté par Jake Porway
- La Science de la bêtise, présenté par Richard Hammond
- Détourner le système
- Les Mystères de l'Univers
- Le Jour d'après

### Découverte / Exploration
- À l'épreuve d'une tribu
- La route de l'enfer (Canada, Sierra Nevada et Norvège)
- Man VS. Alaska
- Le monde selon Jeff Goldblum (en), presenté par Jeff Goldblum
- Inside soldats-secouristes
- En pleine nature avec Bear Grylls, présenté par Bear Grylls
- Story of God avec Morgan Freeman (en), présenté par Morgan Freeman

### Histoire
- Frères de guerre
- Megafactories
- Nazi Megastructures
- Nazis : Une autre histoire
- Les contes sanglants d'Europe

### Grandes énigmes du monde / Catastrophes
- Air Crash
- Frayeur en plein vol
- Situation de crise
- Aéroport JKF : Pris en flag !
- Inside
- La minute de vérité
- Ultimate Airport Dubaï
- Danger de mort

### Autres émissions
- Addict
- Biker dans l'âme
- Car SOS
- Cash Cars
- Chasse aux trésors
- Classés sauvages
- Dragon Wars
- Pêche à haut risque
- Le Château de l'apocalypse
- Paranormal
- Sale Affaire !
- Yukon Gold : L’or à tout prix

### Voix off
- Voix off des bandes annonces : Hervé Lacroix, depuis 2013.